# Ларош-Эмон, Антуан-Луи-Франсуа де
Граф Антуан-Луи-Франсуа де Ларош-Эмон (фр. Antoine-Louis-François de La Roche-Aymon; 15 ноября 1714 — 1789) — французский военный деятель.

## Биография
Второй сын Поля-Филиппа де Ларош-Эмона и Шарлотты-Франсуазы Макрони.
Сеньор де Ларош-Эмон, де Менса, Сарма, и прочее, владелец франк-аллода в Комбрее, граф де Шатлю в Марше, называемый графом де Ларош-Эмоном.
Прапорщик (3.05.1732), затем лейтенант (11.08.1732) в полку Королевы. Корнет кавалерийского полка графа де Клермона (1.06.1733).
В 1733 году участвовал в осаде Келя, в следующем году в атаке Этлингенских линий и осаде Филиппсбурга. 13 декабря 1734, после отставки своего брата, получил роту в полку Клермона. Командовал ею в 1735 году в деле при Клаузене, в 1742 году во Фландрской армии, в 1743 году в битве при Деттингене, в 1744 году при осадах Менена, Ипра и Фюрна, и в лагере Куртре.
15 января 1745, после отставки графа де Стенвиля, стал полковником пехотного полка своего имени (позднее Эно), командовал им в Лангедоке, а в 1746 году в Итальянской армии. В кампанию того года участвовал в оказании помощи Валенце, взятии Акви, Понцоне, Терцо и Монтабоне, в битвах при Пьяченце и Тидоне, и обороне Прованса.
В 1747 году несколько месяцев стоял лагерем в Турну, Барселоннете, на Варском перевале, затем под командованием маршала Бель-Иля выступил на помощь Вентимилье и участвовал в октябре в двух боях под ее стенами. Кавалер ордена Святого Людовика (13.03.1747).
10 мая 1748 произведен в бригадиры. 1 августа 1755 был определен в лагерь в Валансе под командование маркиза де Вуайе.
С началом Семилетней войны 1 марта 1757 был направлен в Германию в армию маршала д'Эстре, участвовал в сражении при Хастенбеке, взятии Миндена и Ганновера. Отличился при обороне Харбурга. Крепость сдалась 30 декабря на почетную капитуляцию, по условиям которой гарнизон обязался далее не участвовать в военных действиях.
До заключения мира Ларош-Эмон находился в Лангедоке. 10 марта 1758 ему был пожалован пенсион в 3000 ливров из королевской казны. 20 февраля 1761 был произведен в лагерные маршалы. Оставил командование полком.
На церемонии коронации Людовика XVI 11 июня 1775 был одним из четырех заложников Святой стеклянницы. 13 июня был пожалован в рыцари орденов короля. Цепь ордена Святого Духа получил 1 января 1776.
В 1780 году произведен в генерал-лейтенанты.

## Семья
Жена (20.08.1749): Франсуаза-Шарлотта Бидаль д'Асфельд (1.03.1727—5.12.1769), дочь маркиза Клода-Франсуа Бидаля д'Асфельда, маршала Франции, и Анн Леклер де Лесвиль
Дети:
- маркиз Антуан-Шарль-Гийом (31.05.1751—23.08.1831). Жена (контракт 3.01.1771): Колетт-Мари-Поль-Ортанс-Бернардин де Бовилье (20.08.1749—24.08.1831), придворная дама королевы (3.09.1775), дочь герцога Поля-Луи де Бовилье и Огюсты-Элеоноры-Олимпы-Николь де Бюйон де Фервак
- Гийом-Мари (27.07.1753—14.04.1824), называемый виконтом де Ларош-Эмон. Придворный графа д'Артуа (6.09.1773), губернатор Фекана (1775), полковник пехотного полка Фуа (1784), генерал-лейтенант (1814). Жена 1) (9.07.1788): Луиза-Франсуаза де Пестолацци; 2): Мари-Тереза-Луиза Ле-Карон де Шокёз (ум. 23.03.1851), дочь Антуана Ле-Карона, сеньора де Шокёза, мэра Амьена, и Мари-Луизы Каве д'Одинкур
- Антуанетта-Франсуаза-Клодин (13.06.1750—12.04.1838). Придворная дама Мадам Аделаиды (1771). Муж (5.02.1771, Версаль): герцог Филипп-Луи-Кристоф-Инносан де Нарбон-Лара (1750—1834)